# Сельское поселение Алексеевка
Се́льское поселе́ние Алексе́евка  — муниципальное образование в Алексеевском районе Самарской области.
Административный центр поселения — село Алексеевка.

## Административное устройство
В состав сельского поселения Алексеевка входят:
- село Алексеевка,
- село Несмеяновка,
- село Новотроевка,
- посёлок Ильичёвский,
- посёлок Ленинградский,
- посёлок Субботинский,
- посёлок Сухая Ветлянка.